# Wełniak krwawonogi
Wełniak krwawonogi (Sibianor aurocinctus) – gatunek pająka z rodziny skakunowatych. Rozmieszczony od Europy Zachodniej po Wyspy Japońskie.

## Taksonomia
Gatunek ten został opisany w 1865 roku przez G. H. Emila Ohlerta jako Heliophanus aurocinctus. W nowym rodzaju Sibianor umieszczony został w 2001 roku przez Dimitrija Łogunowa jako jego gatunek typowy.

## Morfologia
Samce tego pająka osiągają 1,5 mm długości i 1,1 mm szerokości prosomy oraz 1,58 mm długości i 1,1 mm szerokości opistosomy. U samic wymiary prosomy to od 1,6 mm długości i od 1,26 mm szerokości, a opistosomy 2,25 mm długości i 1,53 mm szerokości. Całkowita długość ciała wynosi od 2,8 do 4 mm. Ubarwienie podobne u obu płci. Na rdzawym, szagrynowanym karapaksie rzadkie, białe łuski i czarne okolice oczu. Opistosoma i kądziołki przędne szarobrązowe. Szczękoczułki, warga dolna i sternum żółtobrązowe. Przednie odnóża rdzawe z czerwonymi goleniami, pozostałe żółtobrązowe z ciemniejszymi udami. Samiec wyróżnia się kształtem tegulum i położeniem jego gałeczki. Samica słabo odróżnialna od S. nigriculus.

## Ekologia i występowanie

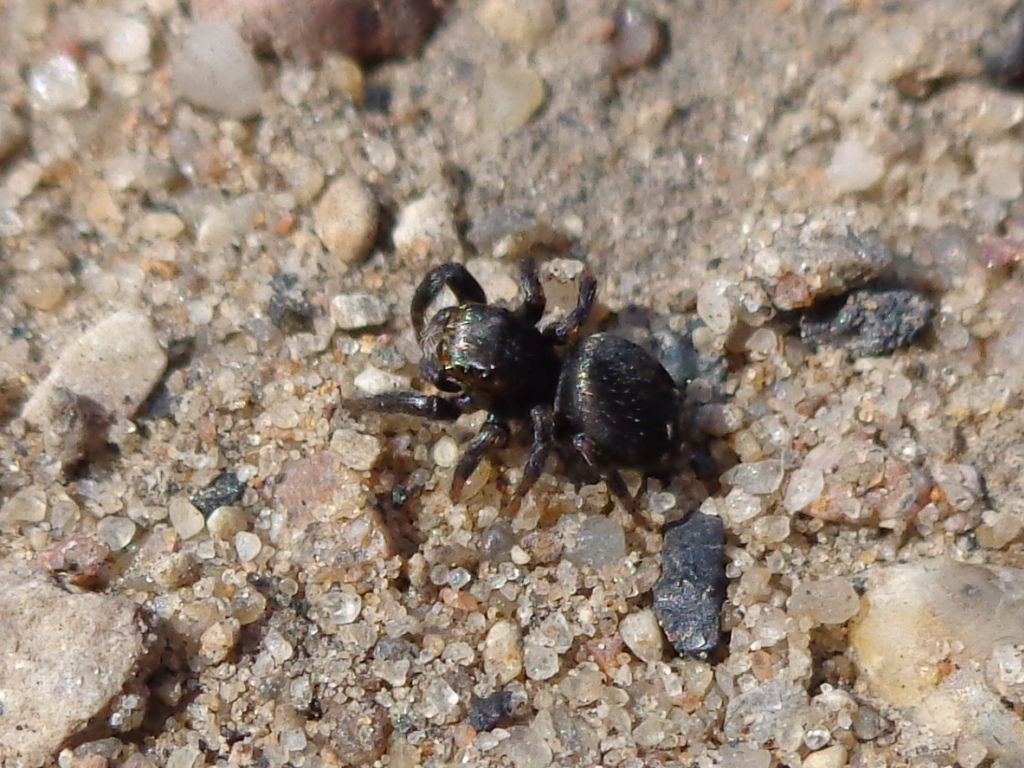
W środowisku naturalnym

Pająk ten zasiedla najchętniej ciepłe stanowiska suche i półsuche, zwłaszcza skąpo porośnięte roślinnością murawy i luźne, piaszczyste wrzosowiska. Bytuje na glebie, pod kamieniami, w ściółce, na mchach i niskiej roślinności zielnej. Aktywne osobniki obserwuje się od marca do listopada.
Gatunek o subborealnym rozsiedleniu eurosyberyjskim. W Europie znany jest z Hiszpanii, Wielkiej Brytanii, Francji, Belgii, Holandii, Niemiec, Szwajcarii, Liechtensteinu, Austrii, Włoch, Danii, Łotwy, Litwy, Polski, Czech, Słowacji, Węgier, Ukrainy, Rumunii, Bułgarii, Słowenii, Chorwacji, Bośni i Hercegowiny, Serbii, Kosowa, Macedonii Północnej, Grecji i europejskiej części Rosji. W Azji podawany jest z anatolijskiej części Turcji, Gruzji, Azerbejdżanu, syberyjskiej części Rosji (od Uralu Południowego po Zabajkale), Kazachstanu, Iranu, Chin, Korei i Japonii.